# Vatroslav Lisinski

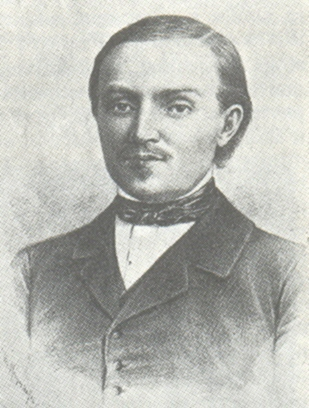
Vatroslav Lisinski

Vatroslav Lisinski, född 8 juli 1819, död 31 maj 1854 i Zagreb, var en kroatisk kompositör av tysk-judisk börd. Han anses vara den kroatiska nationalmusikens grundare och en av dess förgestalter. Vatroslav Lisinskis konserthus i Zagreb är uppkallat efter honom.

## Biografi
Lisinski föddes som Ignaz Fuchs i en tysk-judisk familj i Zagreb. Han kom senare att organisera sig i illyrismen och bytte namn till Vatroslav Lisinski.
Han studerade musik hos J.K. Wisner Morgenstern och på uppmaning av Alberto Ognjen Štriga komponerade han sin första kroatiska opera Ljubav i zloba (Kärlek och illvilja) 1846. Han komponerade operan Porin (1851) och skrev även flera verk för orkestrar, körer och solister.

### Fotnoter
1. ↑  Zivotpis.hr Arkiverad 17 maj 2014 hämtat från the Wayback Machine. (kroatiska)